# 멕시코 야구 중앙 리그
멕시코 야구 중앙 리그(스페인어: Liga Central Mexicana de Beisbol 리가 센트랄 멕시카나 데 베이스볼[*])는 1960년부터 1979년까지 진행되온 멕시코의 윈터 리그이다.

## 존재하던 팀들
- 아구아스카리엔테스 티그레스
- 게레야 카제테로스
- 구아나주아토 투조스
- 레온 디아블로스 로조스
- 사라만카 페트로레로스
- 산 루이스 포토시 투네로스